# Protantheae
Protantheae é uma subordem de cnidários antozoários da ordem Actiniaria.